# بورا کلاکشتاین
بورا کلاکشتاین (انگلیسی: Bára Klakstein؛ زادهٔ ۲۴ مارس ۱۹۷۳) بازیکن فوتبال اهل جزایر فارو است.
وی همچنین در تیم ملی فوتبال زنان جزایر فارو بازی کرده‌است.